# Hubble Extreme Deep Field

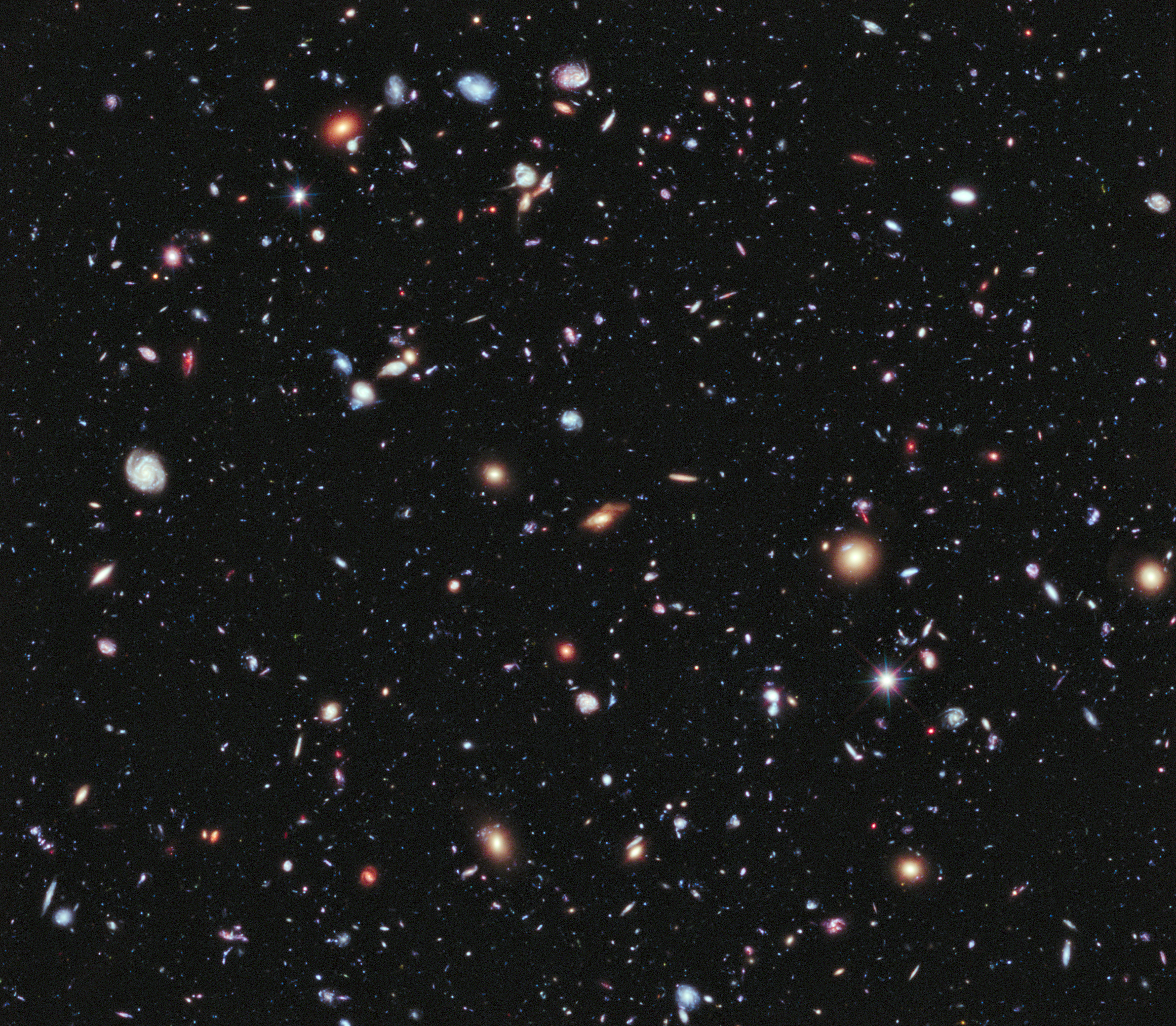
Hubble Extreme Deep Field

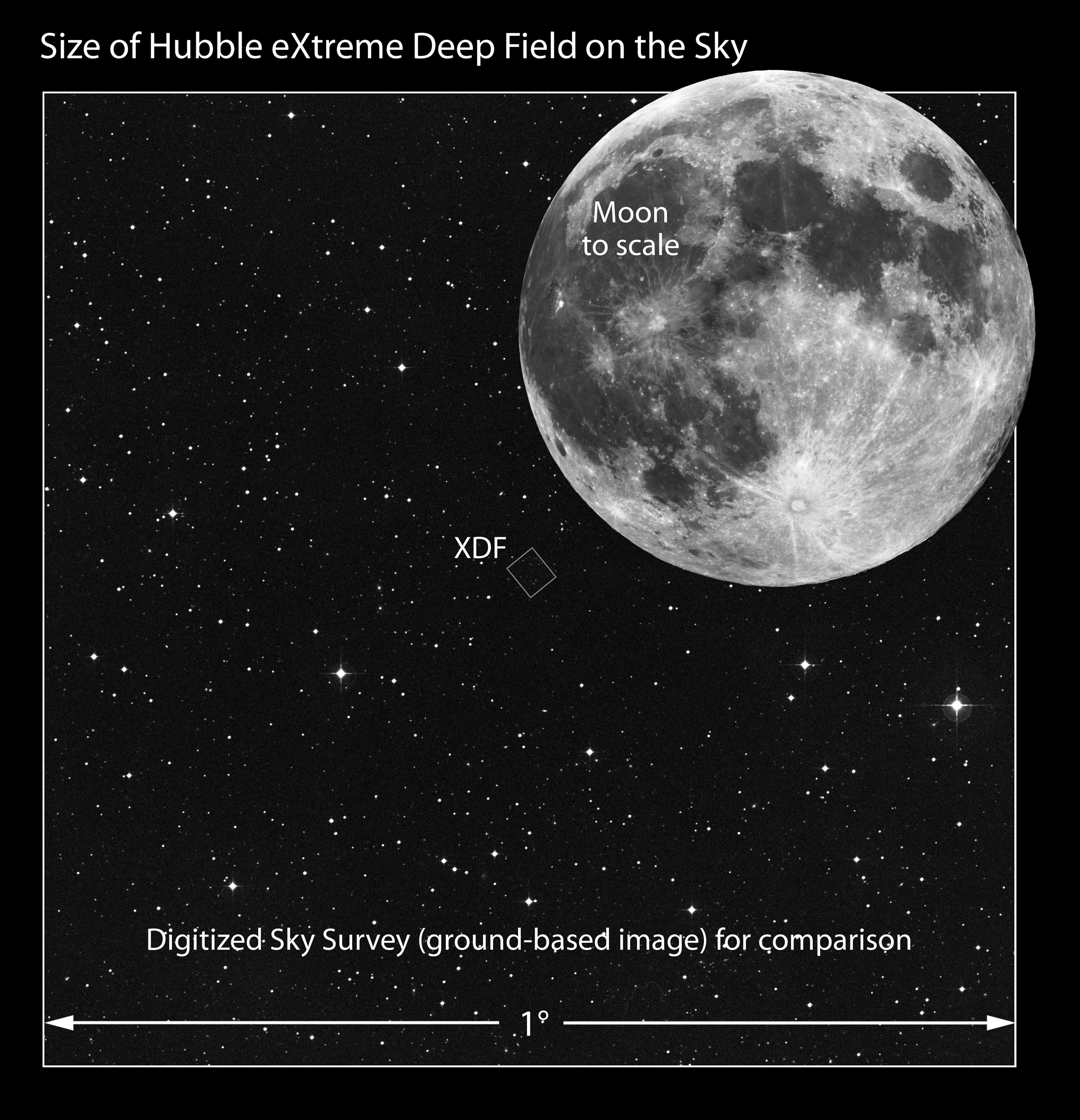
Сравнение XDF (в центре) с угловым размером Луны

Hubble eXtreme Deep Field (сокр. XDF) — детальный снимок небольшого участка пространства в центре Hubble Ultra Deep Field в созвездии Печь, созданный на основе данных, полученных телескопом «Хаббл». Снимок был представлен 25 сентября 2012 года.
В ходе проекта XDF специалистами NASA и ESA были обработаны и сведены в единое изображение более 2000 фотографий, сделанных телескопом за 10 лет, основную часть составляют снимки, созданные в 2002—2003 годах в видимом диапазоне и снимки 2009 года в инфракрасной части спектра. Общее время экспозиции составляет 2 миллиона секунд, что равняется примерно 23 дням.
Конечное изображение содержит около 5500 галактик, самая далекая из которых удалена от нас на 13,2 млрд световых лет, самая молодая галактика, запечатлённая на снимке, образовалась всего через 450 млн лет после Большого взрыва.
Равномерность наблюдаемой картины, похожесть даже самых удаленных и древних галактик на современные, на этом снимке означают важный научный факт — неизменность основных физических законов и констант в течение очень долгого времени, порядка 13,6 миллиардов лет, что важно для физики в целом.